# Джеймс, Джонатан Джозеф
Джонатан Джозеф Джеймс (англ. Jonathan Joseph James, 12 декабря 1983 — 18 мая 2008) — американский хакер.
Джонатан стал широко известен благодаря тому, что стал первым несовершеннолетним, отправленным в тюрьму за «хакерство» в США. Ему было 15 лет во время первого нарушения и 16 лет в день оглашения приговора. 18 мая 2008 года он умер. Хотя детали его смерти неизвестны, предполагается, что Джеймс совершил самоубийство. 
Джеймс взламывал серьёзные организации, включая Агентство по сокращению военной угрозы, которое является частью Министерства Обороны США. После этого он получил доступ к именам пользователей и паролям, а также возможность просматривать конфиденциальную информацию.

## Взлом компьютеров НАСА
29 и 30 июня 1999 года Джеймс атаковал НАСА. Ему удалось получить доступ, взломав пароль сервера, принадлежащего правительственному учреждению, расположенному в штате Алабама. Джеймс смог свободно бродить по сети и украсть несколько файлов, включая исходный код международной орбитальной станции.
По заявлению НАСА, стоимость украденного Джеймсом программного обеспечения оценивается в 1,7 млн долларов. После обнаружения взлома НАСА пришлось отключить систему для проверки и приведения её в рабочее состояние, что обошлось в $41000. Поймали Джеймса быстро, так как НАСА сделало всё, чтобы его остановить.
Однако юный возраст Джеймса помог ему избежать тюрьмы. По оценкам адвокатов, будь преступник совершеннолетним, за кражу суперсекретных документов ему грозило бы, как минимум, десять лет тюремного заключения. Как генеральный прокурор Джанет Рено, так и прокурор Гай Льюис выступили с заявлениями, в которых говорилось о том, что дело Джеймса было доказательством того, что Министерство юстиции США готово действовать жестко в вопросах противодействия киберпреступности. В свою очередь, Джонатан Джеймс высказался по этому поводу так: «Сам программный код — лажа… Он не стоит 1,7 миллиона долларов, как говорят».

## Смерть
17 января 2008 года американская торговая сеть TJX стала жертвой массового вторжения хакеров в свои компьютерные системы. Вторжение ставило под угрозу личную и кредитную информацию миллионов клиентов сети. Та же группа хакеров совершила вторжения в сети BJ’s Wholesale Club, Boston Market, Barnes & Noble, Sports Authority, Forever 21, DSW, OfficeMax и Dave & Buster’s, и, как сообщается, за атакой стоял известный американский хакер Альберт Гонсалес. В рамках расследования взлома сотрудники ФБР нагрянули в дом и к Джеймсу, хотя он сам отрицал, что принимал участие в атаке. Вместе с тем Джонатан Джеймс дружил с некоторыми из хакеров, которые оказались вовлечены в атаку, а затем были взяты с поличным. В доме было обнаружено незарегистрированное огнестрельное оружие, с помощью которого затем Джеймс совершил самоубийство. Впоследствии отец Джонатана Джеймса сказал, что его сын был подвержен частым депрессиям, поэтому в припадке совершил суицид.
В уголовном деле, открытом в отношении хакеров TJX, упоминается дополнительный неназванный член группы, которому не было предъявлено обвинение и которого идентифицируют с помощью инициалов «J. J.». В 2004 году этот соучастник помог одному из хакеров группы в краже номеров кредитных карт, номеров счетов и зашифрованных данных из магазина OfficeMax с помощью сети Wi-Fi. Отец Джеймса предполагает, что «J. J.» и был его сыном. Однако вполне вероятно, что инициалы «J. J.» могут на самом деле ссылаться на «Джима Джонса» —псевдоним, который, как считается, использовался хакером Стивеном Уоттом, который был близким другом компьютерного хакера Альберта Гонсалеса.